# Nouzonville
Nouzonville – miejscowość i gmina we Francji, w regionie Grand Est, w departamencie Ardeny.
Według danych na rok 1990 gminę zamieszkiwało 6970 osób, a gęstość zaludnienia wynosiła 638 osób/km².

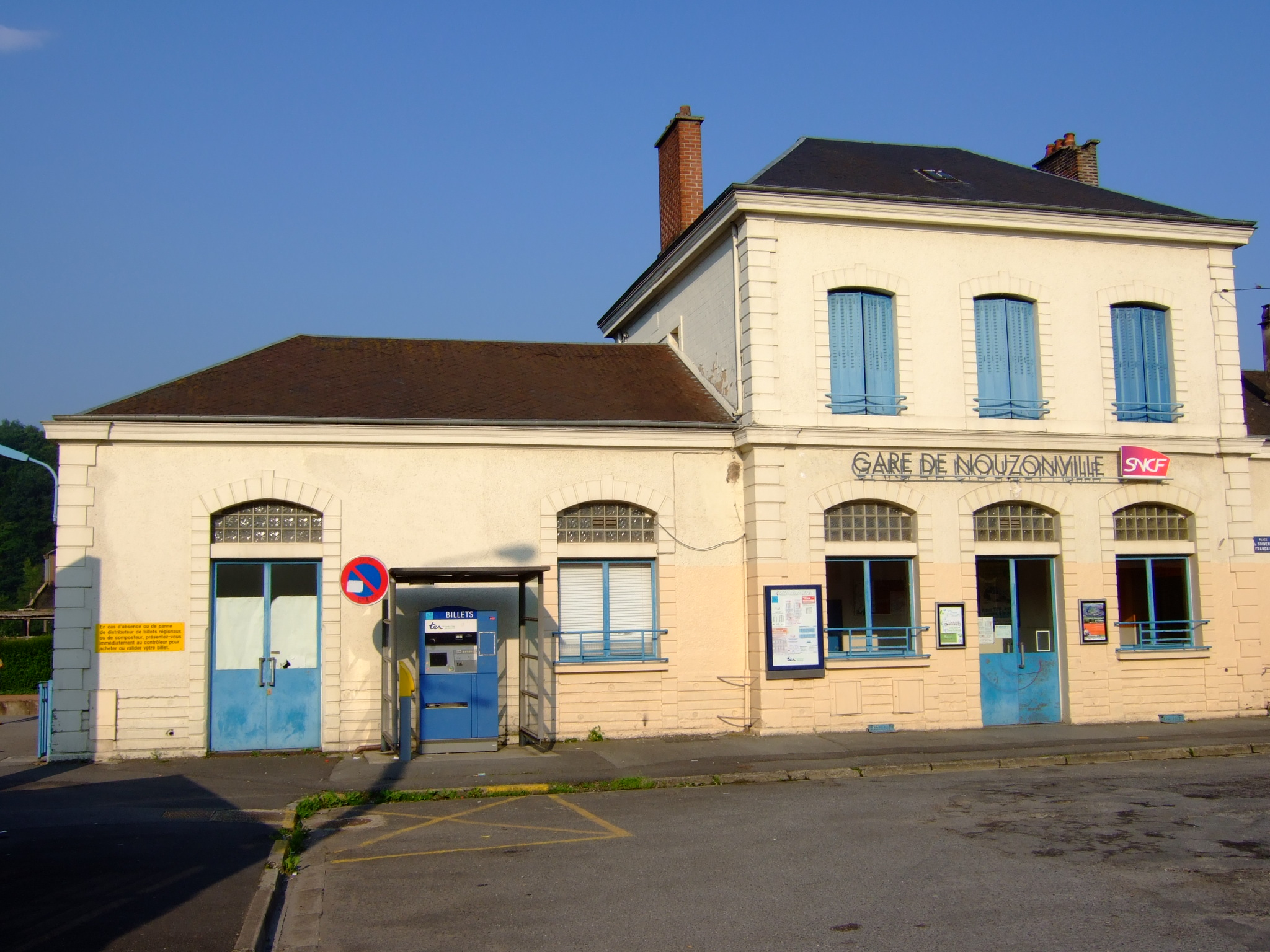
Stacja kolejowa w Nouzonville, 2008
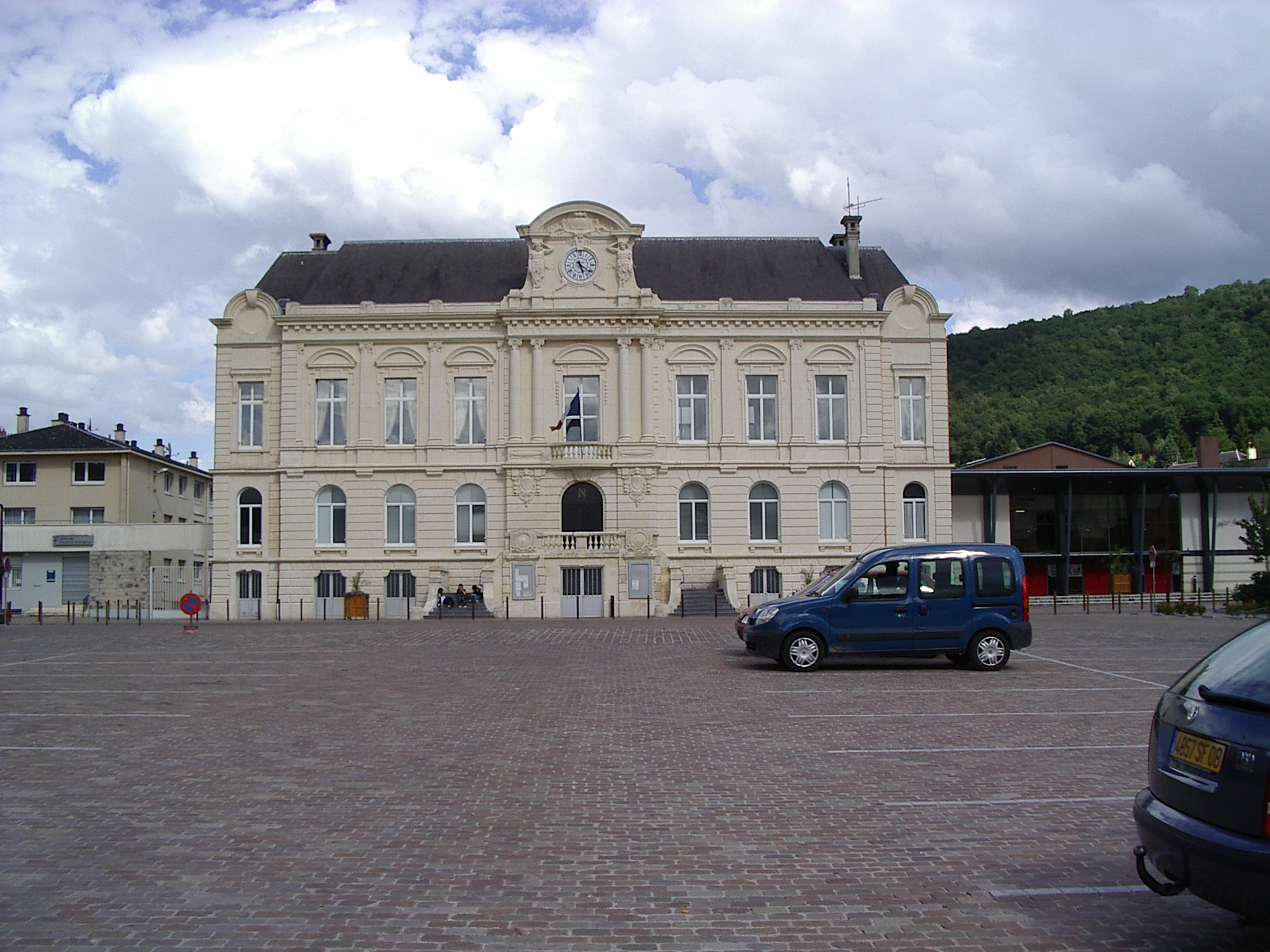
Ratusz w Nouzonville, 2009